# El mite
El mite és una pel·lícula d'aventures i arts marcials de 2005 dirigida per Stanley Tong i protagonitzada per Jackie Chan, Mallika Sherawat, Tony Leung Ca-fai i Kim Hee-sun. La pel·lícula va ser estrenada a Hong Kong el 2005. Ha estat doblada al català.

## Argument
Durant la dinastia Qin, el general Meng Yi té la tasca d'acompanyar a la princesa coreana Ok-Soo a la Xina per casar-se amb l'emperador Qin. Al llarg del viatge, un guerrer coreà intenta apoderar-se d'ella, però Meng Yi la salva. Ok-soo s'enamora de Meng Yi i mostra el seu afecte per ell obertament, però Meng la rebutja honorablement i completa amb èxit la seva missió. L'emperador Qin emmalalteix greument més tard i envia a Meng Yi a buscar l'elixir de la immortalitat, l'única cosa que pot salvar la seva vida. Els guàrdies que escorten a l'elixir són emboscats per rebels que treballen per al príncep i canceller traicioner. Meng Yi li lliura l'elixir al seu subaltern, Nangong Yan, abans de morir en la batalla. Encara que Nangong Yan aconsegueix portar l'elixir a l'emperador, el canceller volia que Nangong Yan i Ok-soo provessin la validesa de l'elixir i els van obligar a consumir-ho, condemnant-los a la presó en el mausoleu de l'emperador Qin per tota l'eternitat.

## Repartiment
- Jackie Chan: Jack / General Meng Yi
- Kim Hee-sun: Ok-soo
- Tony Leung Ca-fai: William
- Choi Min-soo: Choi
- Mallika Sherawat: Samantha
- Patrick Tam: General Xu Gui
- Shao Bing: Nangong Yan
- Ken El: Drac
- Yu Rongguang: Zhao Kuang
- Ken Wong: Meng Jie
- Jin Song: Jin Song
- Hayama Go: Tigre
- Chan Sek: Chita
- He Jun: Fènix
- Park Hyun Jin: Àguila
- Yao Weixing: Shen
- Maggie Lau: Maggie
- Yuen Tak: el monjo Dasar
- Sun Zhou: Koo

## Rebuda
- Pel que fa a la crítica especialitzada, la pel·lícula va rebre ressenyes tèbies. El lloc Rotten Tomatoes li va assignar un rating d'amb prou feines 20 %, basat en cinc ressenyes, amb un rating mig de 3.9/10.[3] En canvi, Jim Hemphill de Reel Films Reviews, li va donar 4 estrelles sobre 5 al film, lloant els seus efectes i escenes de combat.[4]

- Moltes idees però poc ensamblades (...) com a part de l'intent del cinema de Hong-Kong per retornar a les ambicioses pel·lícules d'abans, aquesta multiaventura de Tong resulta considerablement entretinguda d'una banda i gairebé autodestructiva d'una altra."[5]